# سیدی علی لبراحله
سیدی علی لبراحله (به فرانسوی: Sidi Ali Labrahla) یک منطقهٔ مسکونی در مراکش است که در استان رحامنه واقع شده‌است. سیدی علی لبراحله ۶٬۸۹۴ نفر جمعیت دارد.